# Cúp bóng đá Nam Mỹ 1993
Cúp bóng đá Nam Mỹ 1993 là Cúp bóng đá Nam Mỹ lần thứ 36, diễn ra ở Ecuador từ 15 tháng 6 đến 4 tháng 7 năm 1993. Giải đấu lần đầu tiên có 12 đội tuyển tham gia đến nay, trong đó México và Hoa Kỳ là những đội khách mời từ CONCACAF, chia làm 3 bảng 4 đội để chọn ra 2 đội đứng đầu bảng và đội đứng thứ ba xuất sắc nhất lọt vào vòng trong. Đương kim vô địch Argentina bảo vệ được chức vô địch sau khi vượt qua México ở trận chung kết.

## Địa điểm
| Quito                          | AmbatoCuencaGuayaquilMachalaPortoviejoQuito | Ambato                                 |
| ------------------------------ | ------------------------------------------- | -------------------------------------- |
| Sân vận động Olympic Atahualpa | AmbatoCuencaGuayaquilMachalaPortoviejoQuito | Sân vận động Bellavista                |
| Sức chứa: 40.948               | AmbatoCuencaGuayaquilMachalaPortoviejoQuito | Sức chứa: 22.000                       |
|                                | AmbatoCuencaGuayaquilMachalaPortoviejoQuito |                                        |
| Portoviejo                     | AmbatoCuencaGuayaquilMachalaPortoviejoQuito | Cuenca                                 |
| Sân vận động Reales Tamarindos | AmbatoCuencaGuayaquilMachalaPortoviejoQuito | Sân vận động Alejandro Serrano Aguilar |
| Sức chứa: 18.000               | AmbatoCuencaGuayaquilMachalaPortoviejoQuito | Sức chứa: 22.000                       |
|                                | AmbatoCuencaGuayaquilMachalaPortoviejoQuito |                                        |
| Machala                        | Guayaquil                                   | Guayaquil                              |
| Sân vận động 9 tháng 5         | Sân vận động tượng đài Isidro Romero Carbo  | Sân vận động George Capwell            |
| Sức chứa: 16.500               | Sức chứa: 89.932                            | Sức chứa: 25.000                       |
|                                |                                             |                                        |

## Vòng bảng

### Bảng A
| Đội       | Pld | W | D | L | GF | GA | GD | Pts |
| --------- | --- | - | - | - | -- | -- | -- | --- |
| Ecuador   | 3   | 3 | 0 | 0 | 10 | 2  | +8 | 6   |
| Uruguay   | 3   | 1 | 1 | 1 | 4  | 4  | 0  | 3   |
| Venezuela | 3   | 0 | 2 | 1 | 6  | 11 | −5 | 2   |
| Hoa Kỳ    | 3   | 0 | 1 | 2 | 3  | 6  | −3 | 1   |

| Ecuador                                                                      | 6–1 | Venezuela    |
| ---------------------------------------------------------------------------- | --- | ------------ |
| Muñoz 19' · Noriega 32' · Fernández 57', 81' · E. Hurtado 65' · Aguinaga 84' |     | Dolgetta 79' |

| Uruguay      | 1–0 | Hoa Kỳ |
| ------------ | --- | ------ |
| Ostolaza 50' |     |        |

| Uruguay                      | 2–2 | Venezuela                |
| ---------------------------- | --- | ------------------------ |
| Saralegui 23' · Kanapkis 79' |     | Dolgetta 10' · Rivas 72' |

| Ecuador                     | 2–0 | Hoa Kỳ |
| --------------------------- | --- | ------ |
| Avilés 11' · E. Hurtado 35' |     |        |

| Venezuela                         | 3–3 | Hoa Kỳ                                  |
| --------------------------------- | --- | --------------------------------------- |
| Dolgetta 68', 80' · Echenausi 89' |     | Henderson 20' · Lalas 37' · Kinnear 51' |

| Ecuador                   | 2–1 | Uruguay      |
| ------------------------- | --- | ------------ |
| Avilés 28' · Aguinaga 87' |     | Kanapkis 64' |

### Bảng B
| Đội      | Pld | W | D | L | GF | GA | GD | Pts |
| -------- | --- | - | - | - | -- | -- | -- | --- |
| Perú     | 3   | 1 | 2 | 0 | 2  | 1  | +1 | 4   |
| Brasil   | 3   | 1 | 1 | 1 | 5  | 3  | +2 | 3   |
| Paraguay | 3   | 1 | 1 | 1 | 2  | 4  | −2 | 3   |
| Chile    | 3   | 1 | 0 | 2 | 3  | 4  | −1 | 2   |

| Paraguay   | 1–0 | Chile |
| ---------- | --- | ----- |
| Cabañas 6' |     |       |

| Brasil | 0–0 | Perú |
| ------ | --- | ---- |
|        |     |      |

| Paraguay   | 1–1 | Perú          |
| ---------- | --- | ------------- |
| Monzón 37' |     | Del Solar 77' |

| Chile                          | 3–2 | Brasil                    |
| ------------------------------ | --- | ------------------------- |
| Sierra 15' · Zambrano 51', 59' |     | Müller 36' · Palhinha 55' |

| Perú                  | 1–0 | Chile |
| --------------------- | --- | ----- |
| Del Solar 14' (ph.đ.) |     |       |

| Brasil                          | 3–0 | Paraguay |
| ------------------------------- | --- | -------- |
| Palhinha 15', 72' · Edmundo 62' |     |          |

### Bảng C
| Đội       | Pld | W | D | L | GF | GA | GD | Pts |
| --------- | --- | - | - | - | -- | -- | -- | --- |
| Colombia  | 3   | 1 | 2 | 0 | 4  | 3  | +1 | 4   |
| Argentina | 3   | 1 | 2 | 0 | 3  | 2  | +1 | 4   |
| México    | 3   | 0 | 2 | 1 | 2  | 3  | −1 | 2   |
| Bolivia   | 3   | 0 | 2 | 1 | 1  | 2  | −1 | 2   |

| Colombia                       | 2–1 | México    |
| ------------------------------ | --- | --------- |
| Valencia 35' · Aristizábal 87' |     | Alves 57' |

| Argentina     | 1–0 | Bolivia |
| ------------- | --- | ------- |
| Batistuta 53' |     |         |

| Argentina   | 1–1 | México     |
| ----------- | --- | ---------- |
| Ruggeri 28' |     | Patiño 14' |

| Colombia             | 1–1 | Bolivia        |
| -------------------- | --- | -------------- |
| Maturana 18' (ph.đ.) |     | Etcheverry 14' |

| México | 0–0 | Bolivia |
| ------ | --- | ------- |
|        |     |         |

| Argentina  | 1–1 | Colombia  |
| ---------- | --- | --------- |
| Simeone 2' |     | Rincón 5' |

### Thứ tự các đội xếp thứ ba
| Bảng | Đội       | Pld | W | D | L | GF | GA | GD | Pts |
| ---- | --------- | --- | - | - | - | -- | -- | -- | --- |
| B    | Paraguay  | 3   | 1 | 1 | 1 | 2  | 4  | −2 | 3   |
| C    | México    | 3   | 0 | 2 | 1 | 2  | 3  | −1 | 2   |
| A    | Venezuela | 3   | 0 | 2 | 1 | 6  | 11 | −5 | 2   |

## Vòng đấu loại trực tiếp
|  | Tứ kết                 | Tứ kết                |                        |       | Bán kết       | Bán kết       |  |  | Chung kết | Chung kết |
|  |                        |                       |                        |       |               |               |  |  |           |           |
|  | 26 tháng 6 - Quito     |                       |                        |       |               |               |  |  |           |           |
|  |                        |                       |                        |       |               |               |  |  |           |           |
|  | Ecuador                | 3                     |                        |       |               |               |  |  |           |           |
|  | Ecuador                | 3                     | 30 tháng 6 - Quito     |       |               |               |  |  |           |           |
|  | Paraguay               | 0                     |                        |       |               |               |  |  |           |           |
|  | Paraguay               | 0                     | Ecuador                | 0     |               |               |  |  |           |           |
|  | 27 tháng 6 - Guayaquil |                       | Ecuador                | 0     |               |               |  |  |           |           |
|  |                        | México                | 2                      |       |               |               |  |  |           |           |
|  | México                 | México                | 2                      | 4     |               |               |  |  |           |           |
|  | México                 |                       | 4 tháng 7 - Guayaquil  | 4     |               |               |  |  |           |           |
|  | Perú                   | 2                     |                        |       |               |               |  |  |           |           |
|  | Perú                   | 2                     | México                 | 1     |               |               |  |  |           |           |
|  | 26 tháng 6 - Quito     |                       | México                 | 1     |               |               |  |  |           |           |
|  |                        | Argentina             | 2                      |       |               |               |  |  |           |           |
|  | Colombia (pen.)        | Argentina             | 2                      | 1 (5) |               |               |  |  |           |           |
|  | Colombia (pen.)        | 1 tháng 7 - Guayaquil |                        | 1 (5) |               |               |  |  |           |           |
|  | Uruguay                | 1 (3)                 |                        |       |               |               |  |  |           |           |
|  | Uruguay                | 1 (3)                 | Colombia               | 0 (5) |               |               |  |  |           |           |
|  | 27 tháng 6 - Guayaquil |                       | Colombia               | 0 (5) |               |               |  |  |           |           |
|  |                        | Argentina (pen.)      | 0 (6)                  |       | Tranh hạng ba | Tranh hạng ba |  |  |           |           |
|  | Argentina (pen.)       | Argentina (pen.)      | 0 (6)                  | 1 (6) | Tranh hạng ba | Tranh hạng ba |  |  |           |           |
|  | Argentina (pen.)       |                       | 3 tháng 7 - Portoviejo | 1 (6) |               |               |  |  |           |           |
|  | Brasil                 | 1 (5)                 |                        |       |               |               |  |  |           |           |
|  | Brasil                 | 1 (5)                 | Colombia               | 1     |               |               |  |  |           |           |
|  |                        |                       |                        |       |               |               |  |  |           |           |
|  | Ecuador                | 0                     |                        |       |               |               |  |  |           |           |
|  | Ecuador                | 0                     |                        |       |               |               |  |  |           |           |

### Tứ kết
| Ecuador                                          | 3–0 | Paraguay |
| ------------------------------------------------ | --- | -------- |
| E. Hurtado 33' · Ramírez 43' (l.n.) · Avilés 81' |     |          |

| Colombia                                              | 1–1 | Uruguay                              |
| ----------------------------------------------------- | --- | ------------------------------------ |
| Perea 88'                                             |     | Saralegui 63'                        |
| Loạt sút luân lưu                                     |     |                                      |
| Asprilla · Mendoza · Valderrama · W. Pérez · Valencia | 5–3 | Peletti · Saralegui · Moas · Siboldi |

| Argentina                                                        | 1–1 | Brasil                                                        |
| ---------------------------------------------------------------- | --- | ------------------------------------------------------------- |
| Rodríguez 69'                                                    |     | Müller 37'                                                    |
| Loạt sút luân lưu                                                |     |                                                               |
| Gorosito · Simeone · Rodríguez · Acosta · Medina Bello · Borelli | 6–5 | Zinho · Cafu · Müller · Roberto Carlos · Luisinho · Boiadeiro |

| México                                                | 4–2 | Perú                                |
| ----------------------------------------------------- | --- | ----------------------------------- |
| García Aspe 22' (ph.đ.), 44' · Alves 43' · Patiño 49' |     | Del Solar 55' (ph.đ.) · Reynoso 82' |

### Bán kết
| México                       | 2–0 | Ecuador |
| ---------------------------- | --- | ------- |
| Sánchez 23' · R. Ramírez 54' |     |         |

| Argentina                                                     | 0–0 | Colombia                                                          |
| ------------------------------------------------------------- | --- | ----------------------------------------------------------------- |
|                                                               |     |                                                                   |
| Loạt sút luân lưu                                             |     |                                                                   |
| Gorosito · Batistuta · Simeone · Rodríguez · Acosta · Borelli | 6–5 | Rincón · Asprilla · Mendoza · W. Pérez · Valderrama · Aristizábal |

### Tranh hạng ba
| Ecuador | 0–1 | Colombia     |
| ------- | --- | ------------ |
|         |     | Valencia 86' |

### Chung kết
| Argentina          | 2–1 | México              |
| ------------------ | --- | ------------------- |
| Batistuta 63', 74' |     | Galindo 67' (ph.đ.) |

### Vô địch
| Vô địch Copa América 1993 Argentina Lần thứ 14 |

## Danh sách cầu thủ ghi bàn
| 4 bàn - José Luis Dolgetta 3 bàn - Gabriel Batistuta - Palhinha - Ney Avilés - Eduardo Hurtado - José del Solar 2 bàn - Müller - Richard Zambrano - Adolfo Valencia - Álex Aguinaga - Ángel Fernández - Luis Roberto Alves "Zague" - Alberto García Aspe - David Patiño - Fernando Kanapkis - Marcelo Saralegui | 1 bàn - Leonardo Rodríguez - Oscar Ruggeri - Diego Simeone - Marco Etcheverry - Edmundo - José Luis Sierra - Víctor Aristizábal - Orlando Maturana - Luis Carlos Perea - Freddy Rincón - Carlos Antonio Muñoz - Raúl Noriega - Benjamín Galindo - Ramón Ramírez - Hugo Sánchez - Roberto Cabañas - Luis Monzón - Juan Reynoso - Santiago Ostolaza - Alexi Lalas - Chris Henderson - Dominic Kinnear - Miguel Echenausi - Stalin Rivas | phản lưới nhà - Mario Ramirez |

## Bảng xếp hạng giải đấu
| Pos                 | Đội       | Pld | W | D | L | GF | GA | GD | Pts | Eff   |
| ------------------- | --------- | --- | - | - | - | -- | -- | -- | --- | ----- |
| 1                   | Argentina | 6   | 2 | 4 | 0 | 6  | 4  | +2 | 8   | 66.7% |
| 2                   | México    | 6   | 2 | 2 | 2 | 9  | 7  | +2 | 6   | 50.0% |
| 3                   | Colombia  | 6   | 2 | 4 | 0 | 6  | 4  | +2 | 8   | 66.7% |
| 4                   | Ecuador   | 6   | 4 | 0 | 2 | 13 | 5  | +8 | 8   | 66.7% |
| Bị loại ở tứ kết    |           |     |   |   |   |    |    |    |     |       |
| 5                   | Brasil    | 4   | 1 | 2 | 1 | 6  | 4  | +2 | 4   | 50.0% |
| 6                   | Uruguay   | 4   | 1 | 2 | 1 | 5  | 5  | 0  | 4   | 50.0% |
| 7                   | Perú      | 4   | 1 | 2 | 1 | 4  | 5  | −1 | 4   | 50.0% |
| 8                   | Paraguay  | 4   | 1 | 1 | 2 | 2  | 7  | −5 | 3   | 37.5% |
| Bị loại ở vòng bảng |           |     |   |   |   |    |    |    |     |       |
| 9                   | Chile     | 3   | 1 | 0 | 2 | 3  | 4  | −1 | 2   | 33.3% |
| 10                  | Bolivia   | 3   | 0 | 2 | 1 | 1  | 2  | −1 | 2   | 33.3% |
| 11                  | Venezuela | 3   | 0 | 2 | 1 | 6  | 11 | −5 | 2   | 33.3% |
| 12                  | Hoa Kỳ    | 3   | 0 | 1 | 2 | 3  | 6  | −3 | 1   | 16.7% |